# La Luna y seis peniques
La luna y seis peniques es una novela corta del escritor inglés William Somerset Maugham (París, 1874 - Saint-Jean-Cap-Ferrat, 1965), publicada en 1919.
Publicada en 1919, narra la historia del financiero Charles Strickland, quien abandona a su familia para dedicarse a la pintura en Tahití. Allí, en medio del exotismo tropical, Strickland refleja las aventuras y desventuras del pintor francés Paul Gauguin, su infortunio ante la incomprensión y la crítica anquilosada del Viejo Mundo y el paraíso artificial de una sociedad "salvaje".

## Contexto y estructura
Enmascarado detrás de los absurdos de la vida del protagonista, el autor presenta una biografía del pintor Paul Gauguin revisada por la imaginación del escritor, que teje la vida del protagonista (que es el autor que narra). Es la historia de la vida de un artista que descubre que tiene algo extraño y diferente que le hace sentir fuera y por encima de las normas de la vida social, familia, trabajo, que hasta entonces había asolido. Es algo visceral, primitivo, sin embargo, «espiritual» que busca dramáticamente la forma de su expresión. El autor logra captar todo el encanto, a veces perverso, que emana del demonio que es el arte que es puesto entre «más allá del bien y del mal».
Aunque Maugham pretendía hacer una biografía novelada del pintor francés Paul Gauguin, uno de los grandes precursores del arte moderno, no lo vieron así muchos de sus contemporáneos, en particular el primogénito del pintor, Émile Gauguin, quien hasta 1943 se opuso a que la United Artist empleara las obras de su padre en la versión cinematográfica de la novela. En La luna y seis peniques, Maugham se aparta de la exploración psicológica que caracteriza la mayoría de sus obras.

## La película
Una adaptación de la novela de Maugham fue la primera película dirigida por Albert Lewin, en 1942, con un  reparto que incluía entre los  protagonistas a Herbert Marshall y George Sanders. En España se tituló Soberbia.